# Efecto Warburg (fisiología vegetal)
En fisiología vegetal, el efecto Warburg hace referencia a la inhibición de la fijación de carbono, y la consecuente inhibición de la fotosíntesis, causada por altas concentraciones de oxígeno. La principal responsable de este efecto es la actividad promiscua oxigenasa de la enzima RuBisCO, la cual inicia el proceso de fotorrespiración.